# بيتر كوكس
بيتر كوكس (بالإنجليزية: Peter Cox)‏ (13 يناير 1954 في أستراليا - ) هو لاعب كريكت أسترالي. لعب مع فريق فكتوريا للكريكت.

## وصلات خارجية
- بيتر كوكس على موقع إي آس بي آن كريك إنفو (الإنجليزية)